# Aurigequula fasciata
Aurigequula fasciata is een straalvinnige vissensoort uit de familie van de ponyvissen (Leiognathidae). De wetenschappelijke naam van de soort is voor het eerst geldig gepubliceerd in 1803 door Lacepède.